# Nicholas Houghton

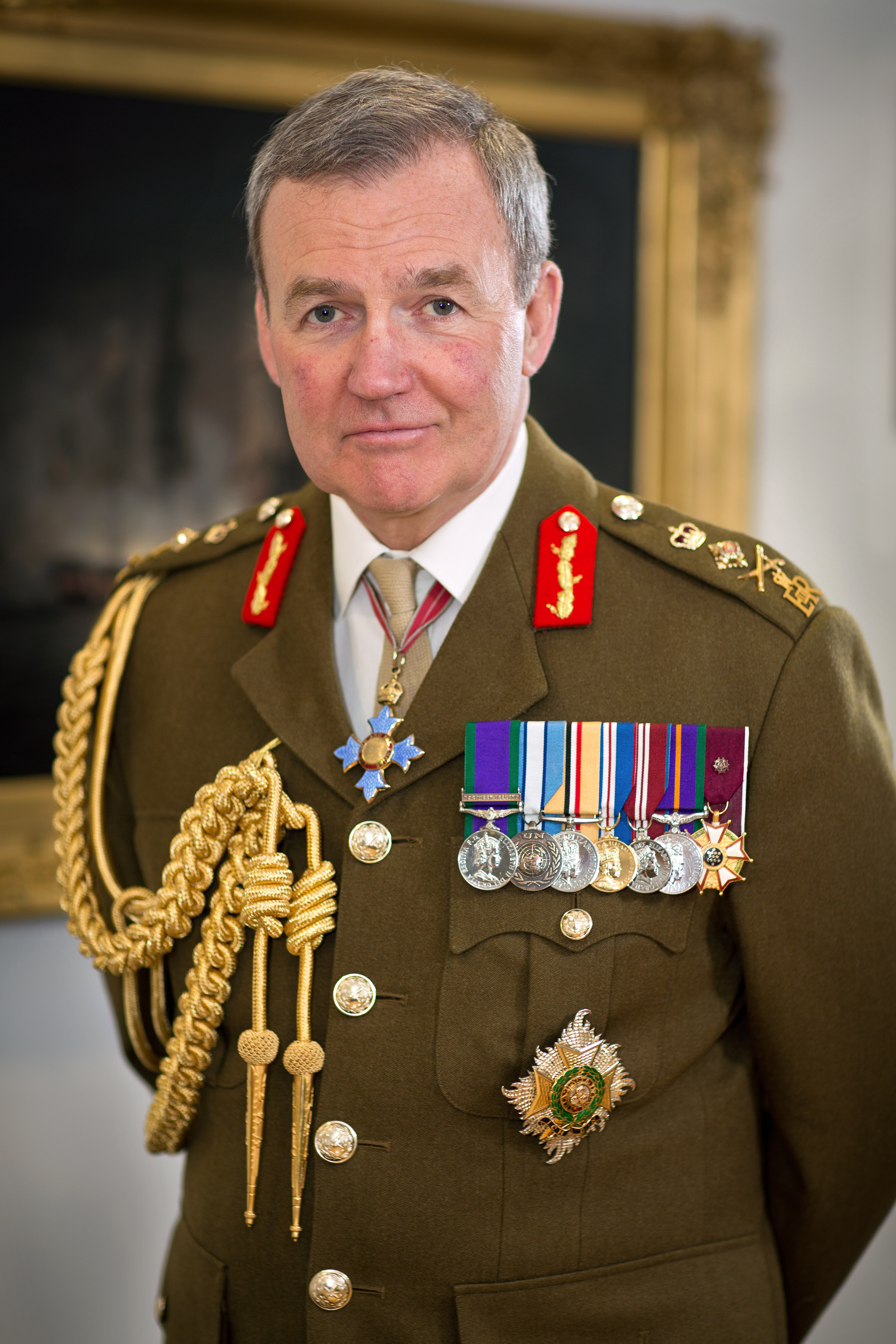
Nicholas Houghton

Nicholas Houghton, Baron Houghton of Richmond, GCB CBE ADC Gen (* 18. Oktober 1954 in Otley, West Yorkshire) ist ein ehemaliger britischer General und war zwischen 2009 und 2013 Vize-Chef des Verteidigungsstabes (Vice-Chief of the Defence Staff) sowie von 2013 bis 2016 Chief of the Defence Staff der Britischen Streitkräfte.

## Leben
Nicholas Houghton wurde 1954 in Otley in West Yorkshire geboren. Nach seiner Schulzeit an der Woodhouse Grove School in Bradford, besuchte er die Militärakademie Sandhurst und das Peter’s College der University of Oxford.

### Militärische Laufbahn
Am 9. März 1976 wurde er zum Leutnant am 9. September 1980 zum Hauptmann und am 30. September 1986 zum Major befördert. Er wurde zum militärischen Assistenten des Stabschefs der British Army of the Rhine ernannt und anschließend Mitglied des Direktorenstabs am Royal Military College of Science in Shrivenham. Am 30. Juni 1991 wurde er zum Oberstleutnant befördert 1991 wurde er Kommandeur des 1. Bataillons „The Green Howards“ und wurde 1993 nach Nordirland entsandt.
Houghton wurde 1994 zum stellvertretenden Stabschef des HQ Land Command ernannt und besuchte 1997 den Higher Command and Staff Course. Er wurde am 31. Dezember 1997 zum Brigadier befördert und hatte ab dem 30. Juni 1997 das Dienstalter wurde 1997 Kommandeur der 39. Infanteriebrigade in Nordirland und war von Dezember 1999 bis Juli 2002 Direktor für militärische Operationen im Verteidigungsministerium. Am 26. Juli 2002 wurde er zum Generalmajor befördert und im selben Jahr zum Stabschef des Alliierten Schnellen Eingreifkorps bevor er 2004 zum stellvertretenden Chef des Verteidigungsstabs (Operationen) ernannt wurde.
Am 14. Oktober 2005 zum Generalleutnant befördert wurde Houghton im Oktober 2005 als Senior British Military Representative und Deputy Commanding General der Multi-National Force – Iraq eingesetzt. Im Jahr 2006 wurde er zum Chef der gemeinsamen Operationen im Ständigen Gemeinsamen Hauptquartier ernannt und nach seiner Entlassung von diesem Posten am 13. März 2009 zum General befördert.
In den Jahren 2009 bis 2013 war er stellvertretender Vorsitzender des Verteidigungsstabes. Anschließend wurde er zu dessen Chef (Chief of the Defence Staff) ernannt und trat die Nachfolge von David Richards an.

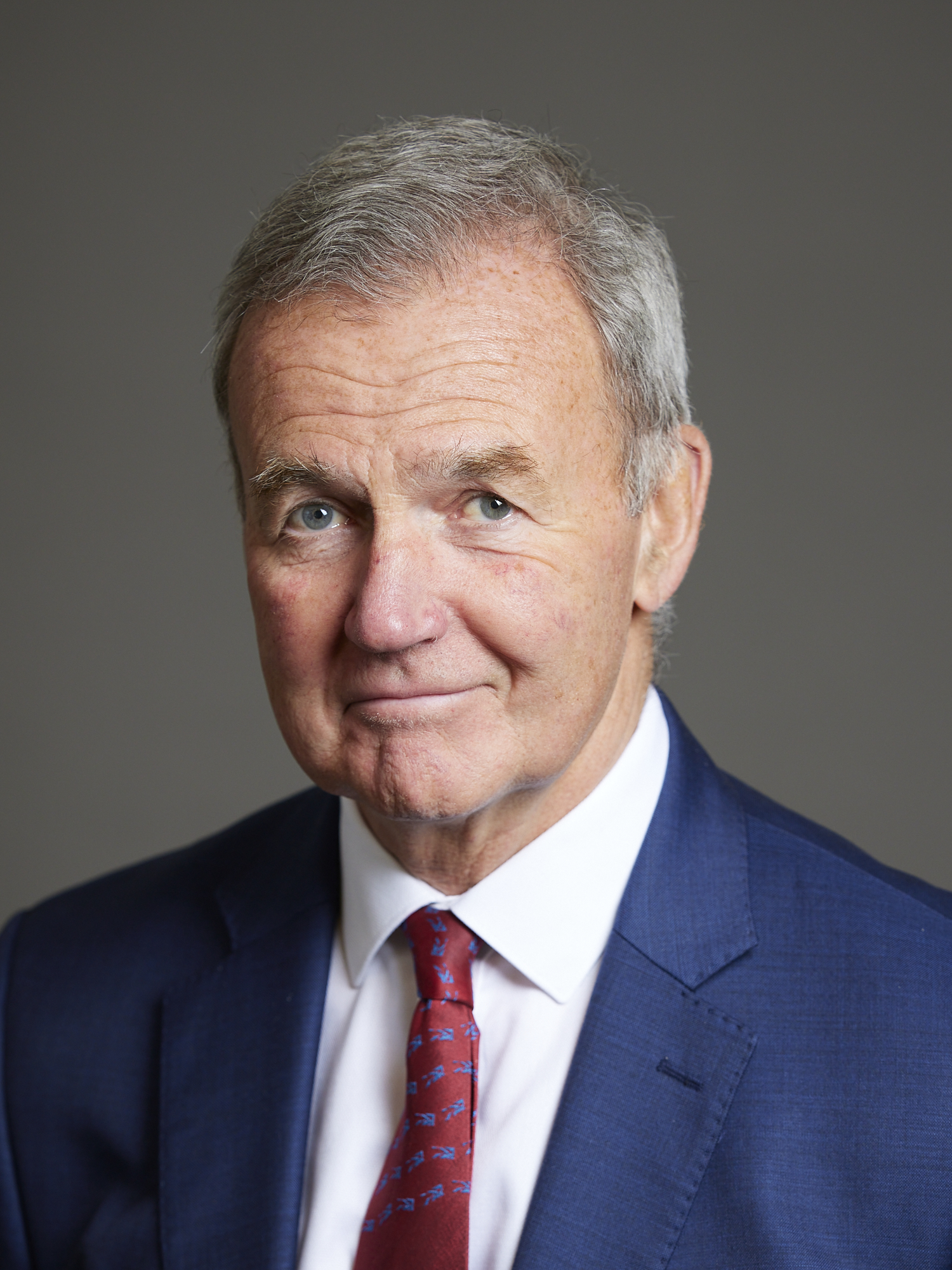
Offizielles Porträt von Lord Houghton of Richmond

Houghton gehört zu den 89 Personen aus der Europäischen Union, gegen die Russland im Mai 2015 ein Einreiseverbot verhängt hat.
Seit 2016 ist Houghton Konstabler des Towers. Im Jahr 2017 wurde er als Baron Houghton of Richmond, of Richmond in the County of North Yorkshire, zum Life Peer erhoben und ist seither Mitglied des House of Lords als Querbänkler. Seit Januar 2024 ist er Mitglied des Ausschusses für internationale Beziehungen und Verteidigung, eines Sonderausschusses des House of Lords.
Er wurde ausgewählt, bei der Krönung 2023 das Schwert der weltlichen Gerechtigkeit zu tragen.

## Privates
Der General ist verheiratet und Vater von zwei erwachsenen Kindern (ein Sohn und eine Tochter). Er lebt mit seiner Frau in Richmond, North Yorkshire. Zu seinen Interessen gehören Golf, Segeln, Schießen, Kochen und Geschichte.

## Auszeichnungen
- 2015: Courageous Commander of the Most Gallant Order of Military Service, Malaysia[22]
- 2012: Queen Elizabeth II Diamond Jubilee Medal
- 2011: Knight Grand Cross of the Order of the Bath (GCB)
- 2008: Knight Commander of the Order of the Bath (KCB)
- 2006: Officer der Legion of Merit
- 2002: Queen Elizabeth II Golden Jubilee Medal
- 2000: Commander of the Order of the British Empire (CBE)
- 1993: Officer of the Order of the British Empire (OBE)
- ADC Gen (Aide-de-camp General)